# Real Círculo Artístico de Barcelona

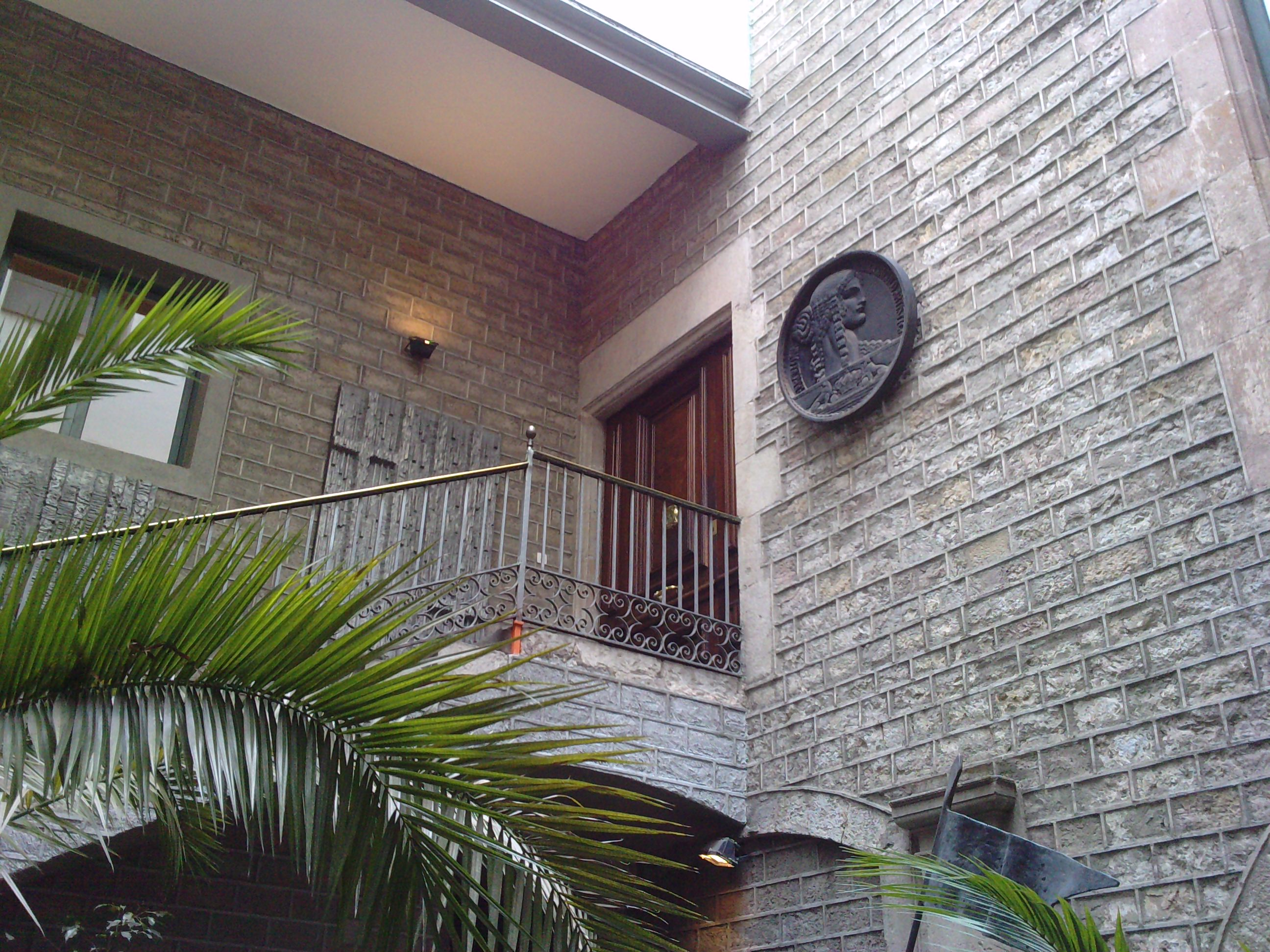
Wejście do Real Círculo Artístico de Barcelona

Real Círculo Artístico de Barcelona - instytucja z siedzibą w Barcelonie zajmująca się sztuką. Została założona w 1881 r. i uznana przez króla Alfonsa XIII w 1916 r. Jej aktualną siedzibą jest Pałac Pignatelli. Jedno z pięter pałacu zajmuje kolekcja dzieł Salvadora Dalego. W sali wystaw czasowych można zobaczyć dzieła artystów takich jak Joan Abelló, Matt Lamb czy Amanda Lear.